# Сантуш, Энрике
Энри́ке Си́лва Са́нтуш (порт. Henrique Silva Santos; 21 марта 1908, Фуншал — 23 июля 1981, Нью-Хейвен) — португальский легкоатлет, выступавший в беге с препятствиями, панамский и американский фехтовальщик. Участник летних Олимпийских игр 1928 года.

## Биография
Энрике Сантуш родился 21 марта 1908 года в португальском городе Фуншал.
В 1928 году вошёл в состав сборной Португалии на летних Олимпийских играх в Амстердаме. Выступал в беге на 3000 метров с препятствиями, в полуфинале занял 6-е место и выбыл из соревнований.
Во время Олимпиады увидел в Амстердаме соревнования по фехтованию и, вернувшись на Мадейру, стал заниматься этим видом спорта. 
Впоследствии переехал в Панаму, где занимался предпринимательством. Здесь Сантуш стал чемпионом страны в фехтовании на шпагах.
В 1936 году перебрался в США. Выступая за Нью-Йоркский атлетический клуб, в 1942 году стал чемпионом США по фехтованию на шпагах в личном (выиграв 8 боёв и проиграв 3 боя) и командном турнирах. Также участвовал в чемпионатах Штатов по фехтованию на шпагах, рапирах и саблях в 1947 и 1951 годах.
Умер 23 июля 1981 года в американском городе Нью-Хейвен.